# Filips van Frankrijk (1116-1131)
Filips (29 augustus 1116 - Parijs, 13 oktober 1131) was sinds 1129 (mede-)koning van Frankrijk van zijn vader, Lodewijk VI. Zijn moeder was Lodewijks tweede vrouw, Adelheid van Maurienne.

## Biografie
Filips, de eerste zoon van Lodewijk VI, werd reeds sinds 1121 in oorkondes als rex designatus ("aangesteld koning") vermeld. Filips, die reeds als kind de lievelingszoon van zijn vader was, werd op 14 april 1129 te Reims tot mede-koning van zijn vader, Lodewijk VI, gekroond. De jonge koning zou hierna de koning nog maar weinig vreugde schenken, want hij weigerde aandacht te schenken aan de oude koning en de hoge standaarden na te streven die Lodewijk VI zichzelf oplegde. Hij werd ongehoorzaam en hield geen rekening met uitbranders of waarschuwingen. Walter Map schreef dat hij "is afgedwaald van de principes van (zijn) vader, (was) door zijn aanzienlijke trots en tirannieke hooghartigheid voor allen lastig."
Filips' korte regeringsperiode als koning eindigde amper twee jaar na zijn kroning. Toen Filips, die met een groep metgezellen langs de Seine reed, over de Parijse Place de Grève reed, deed een zwart varken dat uit een mesthoop op de kade van de Seine kwam gestoven zijn galopperende paard struikelen: het paard viel voorover en de jonge koning werd over het paardenhoofd gekatapulteerd. De val zorgde ervoor dat hij "met verschrikkelijk gebroken ledematen, de volgende dag is overleden." Hij werd vervolgens bij de andere koningen van Frankrijk in de Kathedraal van Saint-Denis bijgezet en werd vervolgens als erfgenaam en mede-koning opgevolgd door zijn vrome broer, Lodewijk, die tot dan toe was opgevoed als monnik in de abdij van Saint-Denis.
Omdat hij een mede-koning was en nooit alleen koning was, wordt hij gewoonlijk geen Romeins cijfer toegekend in de lijst van koningen Frankrijk en zou zijn neef de geschiedenis ingaan als Filips II van Frankrijk.